# Lista de episódios de My Babysitter's a Vampire
A seguir é uma lista de episódios para a série de TV Minha Babá é uma Vampira. Ela estreou no Telétoon (França) em 28 de fevereiro de 2011 e no Teletoon em 14 de março de 2011 tanto como prévias inéditas. No Disney Channel (Estados Unidos) ela estreou em 27 de junho de 2011, enquanto no Brasil sua estréia foi no canal Disney XD Brasil no dia 19 de novembro de 2011 e no dia 4 de janeiro de 2014 estreou na Rede Globo. A série é um drama sobrenatural e um seguimento do filme de mesmo nome.

## My Babysitter's a Vampire
| Temporada | Temporada | Episódios | Transmissão original                          | Transmissão EUA                             | Transmissão Portugal                           |
| --------- | --------- | --------- | --------------------------------------------- | ------------------------------------------- | ---------------------------------------------- |
|           | 1         | 13        | 14 de Março de 2011 - 5 de Abril de 2011      | 27 de Junho de 2011 - 19 de Julho de 2011   | 19 de Outubro de 2011 - 31 de Outubro de 2011  |
|           | 2         | 13        | 6 de Setembro de 2012 - 6 de Dezembro de 2012 | 29 de Junho de 2012 - 05 de Outubro de 2012 | 19 de Outubro de 2012 - 02 de Novembro de 2012 |

## 1ª Temporada: 2011
- A temporada possui 13 episódios.
- Matthew Knight, Vanessa Morgan, Atticus Dean Mitchell e Cameron Kennedy estão presentes em todos os episódios.
- Kate Todd está ausente em 2 episódios (11 e 12).

| #  | Título                    | Estreia Original  | Estreia EUA       | Estreia Portugal    | Cód. de produção |
| -- | ------------------------- | ----------------- | ----------------- | ------------------- | ---------------- |
| 1  | "Lawn of the Dead"        | 14 de Março, 2011 | 27 de Junho, 2011 | 19 de Outubro, 2011 | 101              |
| 2  | "Three Cheers for Evil"   | 15 de Março, 2011 | 28 de Junho, 2011 | ASA                 | 102              |
| 3  | "Blood Drive"             | ASA               | 29 de Junho, 2011 | ASA                 | 105              |
| 4  | "Guys and Dolls"          | ASA               | 30 de Junho, 2011 | ASA                 | 107              |
| 5  | "Double Negative"         | ASA               | 5 de Julho, 2011  | ASA                 | 108              |
| 6  | "Friday Night Frights"    | 16 de Março, 2011 | 6 de Julho, 2011  | ASA                 | 103              |
| 7  | "Smells Like Trouble"     | ASA               | 7 de Julho, 2011  | ASA                 | 109              |
| 8  | "Die Pod"                 | 8 de Março, 2011  | 11 de Julho, 2011 | ASA                 | 110              |
| 9  | "Blue Moon"               | 17 de Março, 2011 | 12 de Julho, 2011 | ASA                 | 104              |
| 10 | "Doug the Vampire Hunter" | ASA               | 13 de Julho, 2011 | ASA                 | 106              |
| 11 | "The Brewed"              | ASA               | 14 de Julho, 2011 | ASA                 | 111              |
| 12 | "Three Geeks and a Demon" | ASA               | 18 de Julho, 2011 | ASA                 | 112              |
| 13 | "ReVamped"                | 5 de Abril, 2011  | 19 de Julho, 2011 | 31 de Outubro, 2011 | 113              |

## 2ª Temporada: 2012
- A temporada é composta por 13 episódios.
- Matthew Knight, Vanessa Morgan, Atticus Dean Mitchell, Kate Todd e Cameron Kennedy estão presentes em todos os episódios.
- A temporada começou a ser filmada a 21 de Setembro, 2011 e terminou as gravações a 15 de Novembro, 2011.

| #  | #. | Título                               | Estreia Original     | Estreia EUA          | Estreia Portugal    | Cód. de produção |
| -- | -- | ------------------------------------ | -------------------- | -------------------- | ------------------- | ---------------- |
| 1  | 14 | "Welcome Back Dusker"                | 6 de Setembro, 2012  | 29 de Junho, 2012    | 19 de Outubro, 2012 | 201              |
| 2  | 15 | "Say You'll Be Maztak"               | 13 de Setembro, 2012 | 6 de Julho, 2012     | ASA                 | 202              |
| 3  | 16 | "Fanged and Furious"                 | 20 de Setembro, 2012 | 20 de Julho, 2012    | ASA                 | 203              |
| 4  | 17 | "Flushed"                            | 27 de Setembro, 2012 | 26 de Julho, 2012    | ASA                 | 204              |
| 5  | 18 | "Mirror/rorriM"                      | 11 de Outubro, 2012  | 10 de Agosto, 2012   | ASA                 | 205              |
| 6  | 19 | "Village of the Darned"              | 18 de Outubro, 2012  | 24 de Agosto, 2012   | ASA                 | 206              |
| 7  | 20 | "Hottie Ho-Tep"                      | 1 de Novembro, 2012  | 7 de Setembro, 2012  | ASA                 | 207              |
| 8  | 21 | "Independence Daze"                  | 22 de Novembro, 2012 | 14 de Setembro, 2012 | ASA                 | 208              |
| 9  | 22 | "Siren Song"                         | 15 de Novembro, 2012 | 16 de Setembro, 2012 | ASA                 | 209              |
| 10 | 23 | "Jockenstein"                        | 4 de Outubro, 2012   | 21 de Setembro, 2012 | ASA                 | 210              |
| 11 | 24 | "Halloweird"                         | 25 de Outubro, 2012  | 23 de Setembro, 2012 | ASA                 | 211              |
| 12 | 25 | "The Date to End All Dates (Part 1)" | 29 de Novembro, 2012 | 28 de Setembro, 2012 | 2 de Novembro, 2012 | 212              |
| 13 | 26 | "The Date to End All Dates (Part 2)" | 6 de Dezembro, 2012  | 5 de Outubro, 2012   | 2 de Novembro, 2012 | 213              |